# Carola Uilenhoed
Carola Constantina Uilenhoed (ur. 10 października 1984) – holenderska judoczka. Olimpijka z Pekinu 2008, gdzie zajęła czternaste miejsce w ciężkiej.
Brązowa medalistka mistrzostw świata w 2005 i 2007; uczestniczka zawodów w 2009, 2010 i 2011. Pierwsza w drużynie w 2010. Startowała w Pucharze Świata w latach 2001−2003, 2005−2013. Wicemistrzyni Europy w 2006 i 2007 roku.

## Letnie Igrzyska Olimpijskie 2008
| Konkurencja | Rundy eliminacyjne              | Klas. końcowa |
| Konkurencja | Przeciwnik I                    | Miejsce       |
| ----------- | ------------------------------- | ------------- |
| +78 kg      | Dordżgotowyn Cerenchand (MGL) P | 14.           |